# A hattyúk tava (film, 1981)
A hattyúk tava (世界名作童話 白鳥の湖; Szekai meiszaku dóva: Hakucsó no mizuumi; Hepburn: Sekai meisaku dōwa: Hakuchō no mizuumi, ’A világ klasszikus meséi: A hattyúk tava’) 1981-ben bemutatott japán animációs filmdráma, amelyet a Toei Animation készített Jabuki Kimio rendezésében, A világ legszebb tündérmeséi sorozat tagjaként. A film Pjotr Iljics Csajkovszkij A hattyúk tava című balettje alapján készült és hűen követi annak cselekményét.
Japánban 1981. március 14-én mutatták be. Az Egyesült Államokban a The Samuel Goldwyn Company forgalmazta és a The Disney Channel is vetítette az 1990-es években. Franciaországban és az Egyesült Királyságban a Rouge Citron Production forgalmazta. Magyarországon 1983. március 10-én mutatták be a mozik a MOKÉP forgalmazásában, majd 2003. április 24-től a Nox-Trade is forgalmazta VHS-en, újraszinkronizálva. A televízióban a MOKÉP által készült magyar szinkronnal az MTV-1 és a Sió TV tűzte műsorára.

## Cselekmény
Siegfried herceg barátaival az erdőt járja, amikor egy tóhoz érve a tavon egy koronás hattyút pillant meg. Adolf le akarja lőni a hercegnek a hattyút, azonban mielőtt kilőhetné nyilát, kővé változik. A másik barát, Benno úgy véli, a hattyú egy boszorkány, azonban egyikük sem vesz észre egy hátuk mögött tartózkodó, gonosz tekintetű baglyot. Siegfried nem tudja kiverni a fejéből a hattyút és ki kívánja deríteni az igazságot. Követi a hattyút egészen addig, míg egy toronyszerű várhoz nem érnek.
Siegfried meglepődve nézi, ahogy a hattyú egy szép lánnyá változik. Lassan megközelíti, de a lány először megijed és arra kéri, hogy menjen el, azonban látva a herceg kitartását, elmondja a történetét. Ő Odette hercegnő, akit három éve rabolt el a gonosz Rothbart varázsló (a bagoly az erdőben), mialatt elpusztította országát. Rothbart azt szeretné, ha frigyre lépne vele, ezért elvarázsolta. Nappal hattyú képében kell élnie, hogy senki ne legyen szerelmes belé, mert csak úgy lehet megtörni Rothbart erejét, ha egy férfi tiszta szívvel és lélekkel szereti őt. Siegfried elmondja, hogy ő már azóta érez iránta valamit, mióta megpillantotta a szemét a tavon, és arra kéri, hogy menjen el az születésnapi báljára másnap este, ahol majd a menyasszonyává fogja választani. Bár elsőre visszautasítja Siegfried szándékát, meggyőzi magát, amikor visszatér a ketrecszerű szobájába ábrándozni kezd róla. Az egészet két mókus, Hans és Margarita is figyelemmel kísérik.
Rothbart megtudja lányától, Odille-tól, hogy a várában járt Siegfried, azért Odette-hez megy és arra kéri, hogy felejtse el a herceget, és végre menjen hozzá feleségül. Odette elutasítja és közli, hogy az elmúlt három évben Siegfriedbe volt szerelmes. Természetesen Rothbart nem hagyja, hogy Odette elmenjen a bálba. Bezárja szobájába, majd lányával kitervelik, hogy Odette-tel úgy felejtetik el Siegfriedet, hogy az valaki másba szeret bele, ez pedig nem más lesz, mint az Odette alakját magára öltő Odille.
Odille Odette képében megjelenik Siegfried bálján és lenyűgözi Siegfriedet táncával. Siegfried azonban úgy érzi, hogy valami nincs rendben, de nem egészen tudja, hogy mi az. Közben Odette-nek sikerül elmenekülni Rothbart várából Hans és Margarita segítségével, és Siegfried kastélyához siet. Ahogy Odette be akar törni a bálterembe, Rothbart (aki végig ott volt megnézni, hogy Odille Odette képében hogyan táncol Siegfrieddel) megragadja és befogja a száját, majd közelebb viszi, hogy láthassa Siegfriedet a hamis Odette-tel. Sokkolja, amikor Siegfried szerelmet vall Odille-nek és bejelenti, hogy feleségül veszi. Odette-en úrrá lesz a bánat és elájul Rothbart karjaiban.
Rothbart nevetése felkelti Siegfried figyelmét, és a herceg gyorsan rájön, hogy tévedett. Odille felfedi az igazi formáját, és mindhárman átalakulnak szárnyas formáikká, majd visszarepülnek a várba. Siegfried lóháton követi őket a várba, ahol sor kerül a végső leszámolásra a gonoszok és a hősök között. Hosszú harc után a gonosz varázsló sarokba szorítja Siegfriedet. Hogy megmentse Siegfried életét, Odette megígéri Rothbartnak, hogy őt fogja szeretni és feleségül megy hozzá. Siegfried nem tudja elviselni a gondolatot, hogy Odette egész életében Rothbart foglya lesz, ezért a saját szívébe döfi Rothbart kardját. A felvillanó fény elpusztítja Rothbartot és Odille-t, a vár pedig összedől.
Odette és Siegfried, akik végül teljesen sértetlenül kelnek fel igaz szerelemük áldozatának köszönhetően, átölelik egymást, miközben a nap felkel a Rothbart-vár romjain, körülöttük pedig hattyúk szállnak.

## Szereplők
| Szereplő              | Japán hang      | Angol hang         | Magyar hang                      | Magyar hang                          |
| Szereplő              | Japán hang      | Angol hang         | 1. magyar szinkron (MOKÉP, 1982) | 2. magyar szinkron (Nox-Trade, 2003) |
| --------------------- | --------------- | ------------------ | -------------------------------- | ------------------------------------ |
| Odette hercegnő       | Takesita Keiko  | Nancy Link         | Málnai Zsuzsa                    | F. Nagy Erika                        |
| Siegfried herceg      | Sigaki Taró     | Steve Knode        | Vass Péter                       | Seder Gábor                          |
| Kékszakáll (Rothbart) | Koike Aszao     | Joseph Zucatti     | Szabó Ottó                       | Bolla Róbert                         |
| Odille                | Aszagami Jóko   | Patricia Kabayashi | Egri Kati                        | Csonka Anikó                         |
| Margarita             | Siraisi Fujumi  | Nancy Culluci      | Hűvösvölgyi Ildikó               | Grúber Zita                          |
| Hans                  | Macukane Joneko | Gerri Sorvells     | Gyabronka József                 | Kossuth Gábor                        |
| Alfréd (Adolf)        | Mugihito        | Greg Starr         | Koroknay Géza                    | Bolla Róbert                         |
| Benno                 | Murajama Akira  | Don Johnson        | Dunai Tamás                      | Kapácsy Miklós                       |
| Anyakirálynő          | Nakanisi Taeko  | Judith Sackheim    | Dallos Szilvia                   | Grúber Zita                          |
| Miniszter             | Janami Dzsódzsi | Mike Worman        | Képessy József                   | Kapácsy Miklós                       |

## Magyar stábtagok

### MOKÉP szinkronban[3]
- Magyar szöveg: Neményi Róza
- Hangmérnök: Bérczi Endre
- Vágó: Kern Mária
- Szinkronrendező: Dr. Márkus Éva

A szinkron a Pannónia Filmstúdióban készült 1982-ben.

### Nox-Trade szinkronban[4]
- A magyar változat munkatársai: Fekete Zoltán, Vilisics Kálmán, Képes Gábor
- Bemondó: Bolla Róbert